# Southwest Florida nemzetközi repülőtér
A Southwest Florida nemzetközi repülőtér (IATA: RSW, ICAO: KRSW) az Amerikai Egyesült Államok egyik nemzetközi repülőtere, amely Fort Myers közelében található. Éves utasforgalma 10 069 839 fő (2023).

## Futópályák
A repülőtér futópályái:
- 06/24 (12 000 ft, 150 ft, aszfalt)

## Forgalom
Az utasforgalom az elmúlt években az alábbi módon változott:
| Utasok száma | 594 185 | 2 687 053 | 3 472 661 | 4 317 347 | 5 277 708 | 7 518 169 | 7 514 316 | 7 970 493 | 10 225 180 | 10 069 839 |
|              | 1983    | 1987      | 1992      | 1996      | 2001      | 2005      | 2010      | 2014      | 2019       | 2023       |

## Légitársaságok és úticélok
2025-ben a Southwest Florida nemzetközi repülőtérről az alábbi járatok indulnak (Utoljára frissítve: 2025-01-4):
| Légitársaság         | Célállomások | Források      |
| -------------------- | --- | ------------- |
| Air Canada Rouge     | Toronto–Pearson | [ 1 ]         |
| Alaska Airlines      | Szezonális: Seattle/Tacoma | [ 2 ]         |
| American Airlines    | Charlotte, Chicago–O'Hare, Dallas/Fort Worth, Philadelphia, Washington–National Szezonális: New York–LaGuardia | [ 4 ]         |
| Avelo Airlines       | New Haven, Raleigh/Durham, Wilmington (DE), Wilmington (NC) | [ 6 ]         |
| Breeze Airways       | Charleston (SC), Hartford, Las Vegas, Long Island/Islip, Manchester (NH), New Haven, Portsmouth, Providence, South Bend (kezdődik February 5, 2025), Wilmington (NC) (kezdődik February 14, 2025) Szezonális: Akron/Canton, Bangor, Burlington (VT), Columbus–Glenn, Lansing, Louisville, Newburgh, New Orleans, Norfolk, Pittsburgh, Portland (ME), Raleigh/Durham, Richmond, Syracuse, Wilkes-Barre/Scranton | [ 18 ]        |
| Delta Air Lines      | Atlanta, Boston, Cincinnati, Detroit, Minneapolis/St. Paul, New York–JFK, New York–LaGuardia | [ 19 ]        |
| Discover Airlines    | Frankfurt | [ 20 ]        |
| Frontier Airlines    | Chicago–O'Hare, Cincinnati, Cleveland, Denver, Philadelphia Szezonális: Buffalo, Detroit, Grand Rapids, Long Island/Islip, Minneapolis/St. Paul, Syracuse, Trenton | [ 23 ]        |
| JetBlue              | Boston, Newark, New York–JFK, Providence, Washington–National, White Plains Szezonális: Hartford, Manchester (NH) (kezdődik 2025. január 23-tól), Worcester | [ 27 ]        |
| Porter Airlines      | Szezonális: Montréal–Trudeau, Ottawa, Toronto–Pearson | [ 29 ]        |
| Southwest Airlines   | Atlanta (vége 2025. április 7-től), Baltimore, Chicago–Midway, Columbus–Glenn, Dallas–Love, Denver, Indianapolis, Kansas City, Milwaukee, Nashville, Orlando (újrakezdődik 2025. augusztus 5-től), Pittsburgh, St. Louis Szezonális: Albany, Buffalo, Hartford, Houston–Hobby, Louisville, Providence, Rochester (NY) (kezdődik February 15, 2025)                                                             | [ 34 ]        |
| Spirit Airlines      | Atlantic City, Boston, Charlotte (kezdődik 2025. március 5-től), Chicago–O'Hare, Detroit Szezonális: Charleston (SC), Columbus–Glenn, Indianapolis, Norfolk, Philadelphia, Pittsburgh, Richmond | [ 36 ]        |
| Sun Country Airlines | Minneapolis/St. Paul Szezonális: Eau Claire, Madison, Milwaukee | [ 37 ]        |
| United Airlines      | Chicago–O'Hare, Cleveland, Denver, Houston–Intercontinental, Newark, Washington–Dulles Szezonális: Los Angeles, San Francisco | [ 38 ] [ 39 ] |
| WestJet              | Toronto–Pearson Szezonális: Ottawa | [ 40 ]        |